# Alexander Aitken
Alexander Craig Aitken FRS FRSE FRSL (1 de abril de 1895-3 de noviembre de 1967) fue un matemático neozelandés dotado de una enorme capacidad para el cálculo y la memorización. En sus conferencias solía impresionar a la audiencia realizando cálculos mentales.

## Semblanza
Aitken nació en 1895 en Dunedin, en la isla sur de Nueva Zelanda. Era el mayor de los siete hijos de Elizabeth Towers y de William Aitken. De ascendencia escocesa, su abuelo había llegado a la isla austral 1868. Se educó en la Escuela Otago de Dunedin (1908–13), y obtuvo la Beca de Cálculo Thomas Baker en su último año en la escuela. Durante la Primera Guerra Mundial, formó parte de la Fuerza Expedicionaria Neozelandesa, interviniendo en la batalla de Galípoli, en Egipto y en el frente occidental. Resultó herido en la batalla del Somme.
Tras la guerra, obtuvo su maestría por la Universidad de Otago en 1920, y trabajó como maestro en Otago hasta 1923. Poco después, se trasladó a Escocia con el fin de doctorarse por la Universidad de Edimburgo, donde su disertación sobre el "Suavizado de datos" se consideró tan brillante, que se le otorgó el título de Doctor en Ciencias en 1925. El impacto que causó en la Universidad de Edimburgo había sido tan grande, que resultó elegido Miembro de la Real Sociedad de Edimburgo el año anterior a la obtención de su título, a propuesta de Edmund Whittaker, Charles Galton Darwin, Edward Copson y David Gibb. Fue galardonado con el Premio Makdougall-Brisbane de 1930-1932 y participó activamente en los asuntos de la Real Sociedad escocesa, sirviendo como Consejero (1934-1936), Secretario de Reuniones Ordinarias (1936-1940) y Vicepresidente (1948-1951; 1956-1959).
Permaneció todo el resto de su carrera en la Universidad de Edimburgo, trabajando como profesor de Matemática y Estadística Actuarial (1925–36), Lector de Estadística (1936–46) y, finalmente, como Profesor de Matemáticas (1946–65). Durante la Segunda Guerra Mundial trabajó en el Hut 6 de Bletchley Park, descifrando el código de la máquina Enigma.
Aitken era uno de los mejores calculistas mentales conocidos y tenía una memoria prodigiosa, aunque no empezó a desarrollar sus habilidades numéricas hasta que tenía 13 años, atraído por el álgebra. Se sabía los primeros 1000 dígitos de {\displaystyle \pi }, los 96 dígitos recurrentes de 1/97, y memorizó la Eneida cuando estaba en la escuela secundaria. Sin embargo, su incapacidad para olvidar los horrores que presenció en la Primera Guerra Mundial le llevó a padecer depresiones recurrentes a lo largo de su vida.
Resultó elegido Miembro de la Royal Society (FRS) en 1936 y miembro Honorario de la Royal Society de Nueva Zelanda (Hon FRSNZ) en 1940, recibiendo ambos reconocimientos gracias a su trabajo en estadística, álgebra y análisis numérico. Escritor consumado, ingresó en la Real Sociedad de Literatura (FRSL) en 1964, tras la publicación de sus memorias de guerra. También fue un excelente músico, siendo descrito por Eric Fenby como el músico aficionado más competente que había conocido, además de destacar como campeón de atletismo en su juventud.

## Algunas publicaciones
- A. C. Aitken. 1935. "On Least Squares and Linear Combinations of Observations", Proceedings of the Royal Society of Edinburgh, 55, 42-48
- A. C. Aitken, H. Silverstone. 1942. "On the Estimation of Statistical Parameters", Proceedings of the Royal Society of Edinburgh, 1942, 61, 186-194
- A. C. Aitken. 1963. Gallipoli to the Somme: Recollections of a New Zealand infantryman. Oxford